# Hornostaje
Hornostaje – wieś w Polsce położona w województwie podlaskim, w powiecie monieckim, w gminie Mońki.
Według Powszechnego Spisu Ludności z 1921 roku wieś zamieszkiwało 131 osób, wśród których 122 było wyznania rzymskokatolickiego a 9 mojżeszowego. Jednocześnie 131 mieszkańców zadeklarowało polską przynależność narodową a 9 żydowską. We wsi było 20 budynków mieszkalnych.
W latach międzywojennych wieś należała do gminy Goniądz. Posiadłość ziemską miał tu Józef Roszczewski (363 mórg) i Jan S. Wołkowski (400). Ten ostatni był też właścicielem cegielni.
W latach 1954–1971 wieś należała i była siedzibą władz gromady Hornostaje, po jej zniesieniu w gromadzie Mońki. W latach 1975–1998 miejscowość administracyjnie należała do województwa białostockiego.
Na terenie wsi znajduje się stara cegielnia, gdzie wyrabiano cegłę do budowy carskiej Twierdzy Osowiec oraz koszar w Hornostajach-Osadzie.
Wierni kościoła rzymskokatolickiego należą do parafii Matki Boskiej Częstochowskiej i św. Kazimierza w Mońkach.